# John Lawrence, I barone Lawrence
John Lawrence, I barone Lawrence (Londra, 4 marzo 1811 – Londra, 27 giugno 1879), è stato un politico britannico, governatore coloniale.

## Biografia

### I primi anni
Lawrence era originario di Richmond, nel North Yorkshire, trascorrendo però i propri primi anni di vita a Derry, parte della provincia di Ulster nell'Irlanda settentrionale, e venne educato al Foyle College (oggi Foyle and Londonderry College). Dopo aver frequentato l'East India Company College, Lawrence si recò in India nel 1829 assieme a suo fratello maggiore, Sir Henry Montgomery Lawrence. Ben presto divenne magistrato e collettore delle imposte a Delhi.

### La carriera

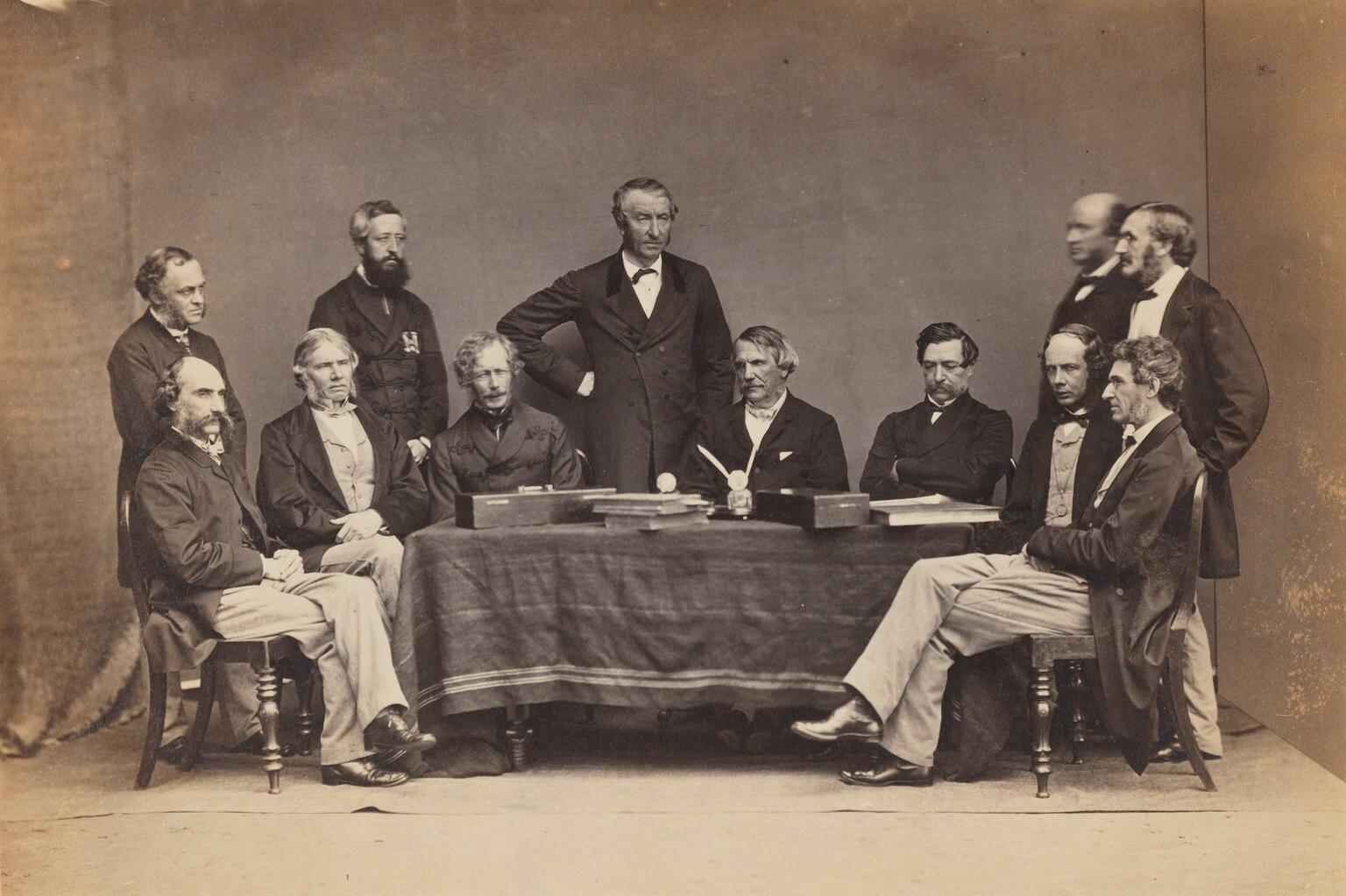
John Lawrence nelle vesti di viceré d'India (al centro), con i membri del suo Consiglio Esecutivo ed i segretari

Durante la Prima guerra sikh dal 1845 al 1846, Lawrence organizzò il rifornimento dell'esercito britannico nella regione del Punjab e divenne commissario del distretto di Jullundur, prestando servizio sotto suo fratello che era governatore della provincia stessa. Durante questo periodo egli divenne molto noto come amministratore dell'India britannica in quanto riuscì a sottomettere alcune tribù e tentò di porre fine al tradizionale suttee indiano.
Nel 1849, dopo la Seconda guerra sikh, divenne membro del Punjab Board of Administration sempre sotto suo fratello, e furesponsabile di numerose riforme nella provincia, tra cui l'abolizione dei dazi interni, l'introduzione di un'unica moneta corrente e di un unico sistema postale, incoraggiando lo sviluppo delle infrastrutture nel Punjab, guadagnandosi il soprannome di "salvatore del Punjab". Nel suo sforzo per limitare il potere delle élite locali entrò in conflitto col fratrello, giungendo poi all'abolizione dell'Administrative Board, divenendo Capo Commissario dell'ufficio esecutivo della provincia.
In quel ruolo, Lawrence fu in parte responsabile della prevenzione dello scoppio della Ribellione indiana del 1857 nel Punjab, negoziando un trattato col regnante afghano Dost Mohammed Khan, e poi guidando le truppe che ripresero Delhi ai ribelli sepoys. Per questo, egli venne creato baronetto e ricevette una pensione annua dalla Compagnia delle Indie Orientali pari a 2.000 sterline.
Nel 1859 fece ritorno in Gran Bretagna, ma venne rinviato in India nel 1863 col ruolo di viceré, succedendo a Lord Elgin, che era morto improvvisamente. Come viceré, Lawrence perseguì una politica estremamente cauta, evitando coinvolgimenti in Afghanistan e nel Golfo Persico. Negli affari interni, incrementò le opportunità educative per gli indiani, ma nel medesimo tempo non permise ai nativi di avere accesso alle alte cariche amministrative civili. Egli venne dunque elevato nella Parìa del Regno Unito al rango di Barone Lawrence, del Punjaub e di Grateley nella Contea di Southampton, al suo ritorno in madrepatria nel 1869.

## Famiglia
Lord Lawrence sposò Harriette Katherine, figlia del reverendo Richard Hamilton, nel 1841. Il loro figlio più giovane Charles diventerà un uomo d'affari e venne creato Barone Lawrence di Kingsgate nel 1923. Il secondogenito, Henry Arnold, fu un noto giocatore di rugby capitanando la nazionale inglese in due partite contro l'Irlanda. Lord Lawrence morì nel giugno del 1879, all'età di 68 anni, e venne succeduto nei suoi titoli dal figlio primogenito, John. Lady Lawrence morì nel dicembre del 1917.
Una sua statua si trova oggi al Foyle and Londonderry College (originariamente eretta a Lahore). La statua, realizzata da sir Joseph Boehme, mostra Lawrence con una penna in una mano e la spada nell'altra ad illustrare le sue qualità di amministratore e soldato, ma nel tempo la spada è stata danneggiata per protesta. Un'altra statua di Lawrence si trova a Waterloo Place a Londra.